# Ion Bozgă
Ion Bozgă (n. 15 octombrie 1950) este un deputat român în legislatura 2000-2004, ales în județul Olt pe listele partidului PSD. Ion Bozgă l-a înlocuit pe deputatul Marin Diaconescu de la data de 6 februarie 2001. Ion Bozgă este doctor de medicină veterinară. 

## Legături externe
- Ion Bozgă Arhivat în 20 aprilie 2021, la Wayback Machine. la cdep.ro